# Rupert Martin Bauersachs
 Rupert Martin Bauersachs ist ein deutscher Angiologe und Internist und Professor an der Goethe-Universität Frankfurt.

## Leben
Bauersachs studierte von 1977 bis 1983 Medizin an der Ludwig-Maximilians-Universität München und der Technischen Universität München, 1981 an der Oxford University Medical School. 1984 wurde er an der TU München zum Dr. med. promoviert. 1984 bis 1985 war er Wissenschaftlicher Assistent am Institut für Pharmakologie der Technischen Universität München und 1985 bis 1987 Research Fellow der American Heart Association am Physiologischen Institut der University of Southern California Los Angeles. 1987 bis 1993 absolvierte er eine Facharztausbildung zum Internisten am Klinikum München-Bogenhausen und bildete sich 1993 bis 1999 zum Angiologen, Diabetologen, Phlebologen und Hämostaseologen an den Universitäten Frankfurt und Mainz weiter. 1999 habilitierte er sich über Ischämie und Reperfusionsstörungen und erlangte eine Weiterbildungsermächtigung für den Schwerpunkt Angiologie. 1999 erhielt er die Anerkennung als Fellow der International Union of Angiology.1999 bis 2003 übernahm Bauersachs die kommissarische Leitung des Schwerpunkt Angiologie der Johann Wolfgang Goethe-Universität Frankfurt am Main und war 2000 Mitbegründer des ersten deutschen universitären Gefäßzentrums an der Universität Frankfurt. Er wurde 2003 zum Direktor der Medizinischen Klinik IV für Angiologie am Klinikum Darmstadt ernannt und Mitbegründer des Gefäßzentrums Darmstadt. 2004 erhielt Bauersachs eine außerplanmäßige Professur an der Universität Frankfurt am Main und 2012 eine Gastprofessur Vulnerable Individuen und Populationen – VIP am Centrum für Thrombose und Hämostase (CTH) der Universität Mainz.
Er ist wissenschaftlicher Leiter des Aktionsbündnis Thrombose, das er im Jahr 2014 mit initiierte, und das u. a. in Deutschland den Welt-Thrombose-Tag ausrichtet. Seit 2021 ist er als Angiologe und Hämostaseologe am Cardioangiologischen Centrum Bethanien, CCB in Frankfurt tätig.

## Klinische Schwerpunkte
- Venöse Thromboembolie
- Periphere arterielle Verschlusskrankheit
- Neue antithrombotische Substanzen
- Antithrombotische Therapie bei vulnerablen Individuen und Populationen, z. B. Schwangere, Tumorpatienten, ältere Menschen, Nierenfunktionseinschränkung
- Thrombophilie
- Heparininduzierte Thrombozytopenie
- Mikrozirkulation

## Klinisch-wissenschaftlicher Beitrag
Bauersachs propagierte Ende der 1990er-Jahre in Deutschland die ambulante Therapie der tiefen Venenthrombose und zehn Jahre später die Akuttherapie und die verlängerte Sekundärprophylaxe der Thrombose mit direkten oralen Antikoagulanzien (DOAKs). Wiederum zehn Jahre später konnte die HOT-PE Studiengruppe mit Bauersachs zeigen, dass auch die ambulante oder kurze stationäre Behandlung einer Lungenembolie mit einem DOAK sicher und effektiv durchführbar ist.  Als neuen Ansatz der Antikoagulation untersuchte ein Forscherteam mit Bauersachs erstmals die Hemmung von Faktor XIa mit Osocimab.
Für das vernachlässigte Krankheitsbild der oberflächlichen Venenthrombose (Thrombophlebitis) konnte ein Team mit Bauersachs 2010 eine evidenzbasierte Therapie für dieses häufige Krankheitsbild etablieren. Für vulnerable Thrombose-Populationen, wie Schwangere, ältere Menschen, Niereninsuffizienz oder Krebsleiden konnte Bauersachs neue Studien leiten oder mitgestalten, welche Leitlinien-relevante Ergebnisse erbrachten. In der VOYAGER-Studie, die Bauersachs zusammen mit W. Hiatt leitete, wurde prospektiv in einer randomisierten Studie bei pAVK-Patienten das antithrombotische Management nach Gefäßoperation oder Kathetereingriff untersucht. Die vaskuläre Dosis von Rivaroxaban zusammen mit Azetylsalizylsäure konnte Bein- und kardiovaskuläre Komplikationen reduzieren; allerdings waren die Blutungsraten im Vergleich zu Azetylsalizysäure allein erhöht.
Ein Anliegen ist Bauersachs die kritische Umsetzung der Forschungsergebnisse in die klinische Praxis, auch mit dem Ziel Über- und Unterversorgung zu vermeiden, zum Beispiel bei Thrombophiliediagnostik, Verordnung von oralen Kontrazeptiva, Diagnose der Thrombose einschl. gender-spezifischen Aspekten, für die Versorgungsqualität, und Patientenpräferenz, sowie in der komplexen Situation der Antikoagulation im Umfeld medizinischer Interventionen. Ein wichtiges Tätigkeitsfeld ist ihm die Awareness, Aufklärung und Lebensqualität der Patienten bei vaskulären Erkrankungen, zum Beispiel der Thrombose, der Lungenembolie oder bei peripherer arterieller Verschlusskrankheit.
Als wissenschaftlicher Leiter des Aktionsbündnis Thrombose war er maßgeblich beteiligt an der Entwicklung eines einfach umzusetzenden Algorithmus zur komplexen Fragestellung der Antikoagulationsdauer bei venöser Thromboembolie („Antikoagulations-Ampel“). Bauersachs arbeitet mit an verschiedenen nationalen und internationalen Leitlinien und Positions-Statements zur Thrombosebehandlung, zum Thrombosemanagement in der Schwangerschaft, zur Kontrazeption, zur periinterventionellen Antikoagulation, zum Antiphospholipidsyndrom, zur Antikoagulation bei COVID-19, zur Carotisstenose, zur PAVK und weiteren vaskulären Krankheitsbildern.

## Mitgliedschaften
- Beiratsmitglied der Deutschen Gesellschaft für Angiologie
- Beiratsmitglied der Deutschen Gesellschaft für Phlebologie

## Publikationen
- Publikationen (PubMed)
- Publikationen ResearchGate